# Pawłowo (powiat płoński)
Pawłowo – wieś sołecka w Polsce położona w województwie mazowieckim, w powiecie płońskim, w gminie Baboszewo.
W latach 1975–1998 miejscowość należała administracyjnie do województwa ciechanowskiego.

Miejscowość leży przy drodze krajowej DK7.
W Pawłowie znajduje się dwór wybudowany dla Piotra Leszczyńskiego w 1928